# 大夢想家
《大夢想家》（英語：Saving Mr. Banks）是一部於2013年上映的劇情電影，為約翰·李·漢考克執導，湯姆·漢克斯、艾瑪·湯普遜、保罗·吉亚玛提、科林·法雷尔主演，由華特迪士尼影業發行。改編自真實故事，劇情描述早年迪士尼先生如何將《歡樂滿人間》推上大螢幕並使之成為經典作品的辛苦歷程。

## 劇情
1961年居住於倫敦的著名作家，潘蜜拉P·L·卓華斯（Pamela "P. L." Travers，艾瑪·湯普遜 飾）因財政拮据兼新書難產，在經紀人迪爾穆德·羅素（羅南·維貝爾飾）勸說下勉強前往洛杉磯見華特迪士尼（湯姆·漢克斯 飾）。卓華斯個性尖酸而難以取悅，到了美國卓華斯開始在車上向司機雷夫抱怨「陽光明媚」、「綠草如茵」，入住飯店後把表示歡迎而贈送的娃娃「塞」到小房間「眼不見為淨」，又丟水果籃裡的西洋梨到泳池，接著打開電視看到迪士尼的「歡迎影片」後關掉並表示不屑。
到了片場，卓華斯向編劇、填詞和作曲家「宣示」自己也會參與製作，防止別人「毀掉」自己的作品。同時希望盡快見到迪士尼本人說明意願。兩人見面後迪士尼希望卓華斯跟員工一樣叫他「華特」而不是「迪士尼先生」，原因是「迪士尼先生指的是我父親！」，相對的卓華斯也希望不要叫她「潘蜜拉」，而是「卓華斯女士」，到辦公室後說明當初是為了實現父親對女兒的承諾，計劃將愛女喜愛的小說《歡樂滿人間》（Mary Poppins）改編為電影，希望卓華斯賣出版權。但他沒想到雙方歷經長達二十年的斡旋，堅持個人原則的卓華斯仍不同意賣出版權。百思不解的迪士尼苦思不出不同意之因，於是邀請她過來參與劇本團隊的討論，以獲取出售版權的信心，同時表示合約可以慢些簽。
卓華斯與創作團隊工作關係從一開始就很難磨合，在前後兩星期的商討中對劇本內容和構思作出不少批評和挑剔——堅持認為瑪麗·包萍不應該具有濃厚感情和奇思妙想（強調書裡「唱歌」的情節其實是在「念詩」）。反對電影加入任何動畫元素。還對歌曲顯得負面（聽完後「沒頭沒尾」的質問為什麼要把喬治·班克斯塑造成大壞人，責怪他們「冷血無情」），劇本對白也經她之手改動不少，提出不可使用紅色等種種奇特改編要求，把劇本扔出窗外「強調」它們一點「重量」也沒有。還常執著於一些電影細節，例如堅持電影中班克斯不能有鬍子；班克斯太太不該有女權思想；購物清單絕不可以有「木薯澱粉」等......。全部商討過程更在她的要求下進行錄音。如果有任何反對聲浪，她就拿出「尚未簽名的合約」威脅終止合作，強迫劇組同意。
迪士尼極盡全力配合所有提出的要求，即便如此，仍無法打動團隊眼中挑剔的卓華斯女士。迪士尼認為自己一定有盲點，於是求助妻子及秘書，冀望以女性角度尋求解析。而所有人都不知道的是，電影的協商過程正迫使卓華斯一再面對痛苦的童年記憶─她其實始終無法克服目睹父親（科林·法雷尔 飾）事業失敗、淪為酒鬼、貧病交加地死去所帶來的情緒。迪士尼某天晚上在辦公室打電話到飯店邀請「親自」帶卓華斯到迪士尼樂園，卓華斯拒絕這個「前無古人後無來者」，只在自己身上發生的機會。隔天雷夫「擅自」改變行程帶卓華斯前往迪士尼樂園。雷夫與群眾因看到華特迪士尼「本人」而瘋狂，迪士尼以夾帶高人氣之姿向索取簽名的粉絲介紹這「另一位天才」。迪士尼帶著卓華斯介紹園區，隨後只要求她搭乘旋轉木馬即可，接著表示贏得與員工的賭注10元。百般不願的卓華斯坐在旋轉木馬上，看著不斷跟人群揮手的迪士尼，不禁憶起童年時，她和父親騎馬奔馳在大草原上的過往。某天劇組創作一個新的歌曲——讓我們去放風箏（Let's Go Fly a Kite），輕鬆歡樂的氣氛使得卓華斯心情雀躍，並與編劇和作曲家翩翩起舞。喜出望外的多莉趕緊向老闆夫婦報喜訊。
然而當卓華斯詢問「企鵝」的鏡頭要如何表現，作曲家薛曼說明那會以「動畫」處理。得知真相後認為受到欺騙的她，一氣之下進到辦公室大聲抱怨並責怪迪士尼背信。迪士尼希望先坐下來和談釐清誤會，卓華斯憤怒聲明拒絕坐在「騙子無賴」的椅子上。雖然迪士尼已極力解釋「所有演員一切都是真人，只有企鵝是動畫」，但氣急敗壞的她不願聽進任何解釋，隨後將「尚未簽名的合約」扔回去。離開前在機場向雷夫表示他是自己「唯一一個我喜歡的美國人」，不僅為他女兒的書簽名，還送他一份「注意力缺陷患者名單」（梵谷、愛因斯坦等，背面還有華特迪士尼），隨後坐頭等艙返回倫敦。迪士尼這時才覺悟自己鑄下大錯，查閱住房資料後才得知她的真名是海倫·戈夫，瞭解到「自己一直在跟不對的人說話」。
迪士尼決心要挽救這部電影，抱著最後一絲希望隻身飛到英國登門拜訪卓華斯的住處。他揭示自己已經知曉一切，也包括她把父親名字作為筆名的一部分。同時導正自己在卓華斯心中的形象，說明如果拍片目的只是為錢，就絕不可能極盡耐心長達二十年。隨後娓娓道來自己兒時與父親的相處經驗，也令她回憶起兒時與酗酒而亡父親之間的痛苦與陰影。原來此本小說設定即是卓華斯對父親的投射與情感灌注。迪士尼逐步開導卓華斯，希望她能「放下一切，原諒自己」，將小說放心交給他並保證會製成令觀眾感動的大賣座電影。卓華斯聽完這一席話，隔天終於在大米老鼠娃娃面前簽下一紙漫長交涉下得來不易的版權合約。
電影正式推動翻拍工作並上映，三年後的1964年當《歡樂滿人間》在好萊塢星光大道格勞曼中國戲院上映前，迪士尼方面只打算邀請卓華斯出席英國的首映禮，以免她到好萊塢造成更多尷尬。不過正在撰寫新書《瑪麗·包萍在廚房》的卓華斯知悉事件後卻是十分不滿，表明要親自出席好萊塢首映禮，結果在經紀人勸說下來到洛杉磯，並意外地出現在迪士尼辦公室。首映當日，雷夫在飯店迎接卓華斯，表示「直覺想到今天會需要迎接摯友」。觀賞過程一開始她對電影內容逐漸感到輕蔑和失望，尤其是「動畫片段」，直到片尾最後看到班克斯的感人畫面，漸漸地終於釋放多年來內心壓抑的情感......。

## 角色
- 艾瑪·湯普遜 飾 P·L·卓華斯，原名海倫·戈夫（Helen Goff）
  - 安妮·羅絲·巴克利 飾 小時候的P·L·卓華斯，簡稱銀蒂（Ginty）
- 湯姆·漢克斯 飾 華特·迪士尼
- 保罗·吉亚玛提 飾 P·L·卓華斯在洛杉磯時的司機雷夫（Ralph）
- 科林·法雷尔 飾 卓華斯·羅伯特·戈夫（Travers Robert Goff），P·L·卓華斯的父親
- 露絲·威爾遜 飾 瑪格麗特·戈夫（Margaret Goff），P·L·卓華斯的母親
- 布萊德利·惠特福 飾 唐·達格拉迪（Don DaGradi），《歡樂滿人間》的編劇
- 傑森·薛茲曼 飾 理察·M·謝爾曼（Richard M. Sherman），《歡樂滿人間》的填詞和作曲家
- 凱茜·貝克 飾 托米（Tommie），迪士尼的執行助理
- 梅蘭妮·帕克森 飾 多莉（Dolly），迪士尼的秘書
- B·J·诺瓦克 飾 羅伯特·B·謝爾曼（Robert B. Sherman），《歡樂滿人間》的填詞和作曲家
- 瑞秋·葛瑞菲斯（英语：Rachel Griffiths） 飾 艾莉姨姨（Aunt Ellie），瑪格麗特·戈夫的姑姑，P·L·卓華斯的外姑婆
- 羅南·維貝爾（英语：Ronan Vibert） 飾 迪爾穆德·羅素（Diarmuid Russell）
- 另外，電影在片尾撥放了部分當年 P·L·卓華斯協商劇本時的錄音帶原音。

## 發行
華特迪士尼工作室電影於2013年7月10日發布了一支電影的預告片，同年10月20日，《大夢想家》在倫敦影展上舉行全球首映。

### 評價
此片的劇本和演員的演出，尤其是艾瑪·湯普遜和湯姆·漢克斯的部分獲得諸多好評，艾瑪·湯普遜並獲得2013年度各項電影獎的提名。根據爛蕃茄上收集的237篇專業影評文章，其中186篇給出了「新鮮」的正面評價，「新鮮度」為78%，平均得分7分（滿分10分），而基於另一影評網站Metacritic上的46篇評論文章，其中32篇予以好評，2篇負評，12篇褒貶不一，平均分為65（滿分100）。
英國著名電影評論家馬克·克莫德給出四顆星（滿分五顆），並評價該片「艾瑪·湯普遜的詮釋『無懈可擊』。將一個不討喜且擁有矛盾情感的角色以自己的方式呈現得讓人喜愛。」《華爾街日報》的喬·摩根斯登亦讚賞柯林·法洛的優秀表演，《滾石》雜誌的彼得·特拉維斯打出三顆星（滿分四顆），稱讚演員的優異表現。《時代》雜誌的影評人凱特·謬爾同樣高度評價湯普遜和漢克斯的演技。

### 票房
電影在北美洲的票房總額為8,330萬美元，其他地區3,460萬美元，全球總計1.179億美元。《大夢想家》於美國首映週末共收穫了930萬美元，位居第五，僅次於《哈比人：荒谷惡龍》（3,150萬美元）、《銀幕大角頭2：傳奇再續》（2,620萬美元）、《冰雪奇缘》（1,960萬美元）和《瞞天大佈局》（1,910萬美元）。

### 榮譽
| 授獎單位                     | 奖项                   | 得獎者                                | 结果   |
| ---------------------------- | ---------------------- | ------------------------------------- | ------ |
| 第86屆奧斯卡金像獎           | 最佳原創音樂           | 湯瑪斯·紐曼                           | 提名   |
| AFI美國電影學會              | 年度十佳電影           | 《》                                  | 獲獎   |
| 第25屆美國製片人工會獎       | 最佳戲劇類電影         | 艾莉森·歐文 伊恩·科恩 菲利普·施托伊爾 | 提名   |
| 第3屆澳洲電影學院獎國際類    | 最佳原創劇本           | 凱利·馬西爾 蘇·史密斯                 | 提名   |
| 倫敦地方影評獎               | 最佳螢幕組合演出       | 艾瑪·湯普遜 湯姆·漢克斯               | 提名   |
| 第34屆倫敦影評人協會獎       | 最佳男配角             | 湯姆·漢克斯                           | 提名   |
| 第34屆倫敦影評人協會獎       | 年度英國女演員         | 艾瑪·湯普遜 （與《美麗魔物》一起）    | 提名   |
| 第85屆國家評論協會獎         | 十大電影               | 《》                                  | 獲獎   |
| 第85屆國家評論協會獎         | 最佳女主角             | 艾瑪·湯普遜                           | 獲獎   |
| 第19屆廣播影評人協會獎       | 最佳影片               | 《》                                  | 提名   |
| 第19屆廣播影評人協會獎       | 最佳美術設計           | 丹尼爾·奧蘭迪                         | 提名   |
| 第19屆廣播影評人協會獎       | 最佳原創音樂           | 湯瑪斯·紐曼                           | 提名   |
| 第19屆廣播影評人協會獎       | 最佳女主角             | 艾瑪·湯普遜                           | 提名   |
| 第40屆土星獎                 | 最佳女主角             | 艾瑪·湯普遜                           | 提名   |
| 第71屆金球獎                 | 最佳戲劇類電影女主角   | 艾瑪·湯普遜                           | 提名   |
| 第19屆帝國獎                 | 最佳女主角             | 艾瑪·湯普遜                           | 獲獎   |
| 第67屆英國電影學院獎         | 最佳女主角             | 艾瑪·湯普遜                           | 提名   |
| 第67屆英國電影學院獎         | 最佳英國電影           | 艾莉森·歐文 伊恩·科恩 菲利普·施托伊爾 | 提名   |
| 第67屆英國電影學院獎         | 最佳新晉編劇、導演     | 凱利·馬西爾                           | 提名   |
| 第67屆英國電影學院獎         | 最佳電影音樂           | 湯瑪斯·紐曼                           | 提名   |
| 第67屆英國電影學院獎         | 最佳服裝設計           | 丹尼爾·奧蘭迪                         | 提名   |
| 第20屆美國演員工會獎         | 最佳女主角             | 艾瑪·湯普遜                           | 提名   |
| 全美女性電影記者聯盟獎       | 最佳女主角             | 艾瑪·湯普遜                           | 提名   |
| 拉斯維加斯影評人協會獎       | 最佳女主角             | 艾瑪·湯普遜                           | 提名   |
| 拉斯維加斯影評人協會獎       | 十大電影               | 《》                                  | 第七名 |
| 拉斯維加斯影評人協會獎       | 最佳原創配樂           | 湯瑪斯·紐曼                           | 提名   |
| 第4屆丹佛影評人協會獎        | 最佳女主角             | 艾瑪·湯普遜                           | 提名   |
| 休士頓影評人協會獎           | 最佳女主角             | 艾瑪·湯普遜                           | 提名   |
| 休士頓影評人協會獎           | 最佳電影               | 《》                                  | 提名   |
| 休士頓影評人協會獎           | 最佳原創配樂           | 湯瑪斯·紐曼                           | 提名   |
| IGN電影獎                    | 年度最佳電影女演員     | 艾瑪·湯普遜                           | 提名   |
| 北卡羅萊納影評人協會獎       | 最佳女主角             | 艾瑪·湯普遜                           | 提名   |
| 第13屆鳳凰城影評人協會獎     | 最佳女主角             | 艾瑪·湯普遜                           | 提名   |
| 第13屆鳳凰城影評人協會獎     | 最佳電影               | 《》                                  | 提名   |
| 第13屆鳳凰城影評人協會獎     | 最佳男配角             | 湯姆·漢克斯                           | 提名   |
| 第13屆鳳凰城影評人協會獎     | 最佳樂團表演           | 《》                                  | 提名   |
| 第13屆鳳凰城影評人協會獎     | 最佳原創配樂           | 湯瑪斯·紐曼                           | 提名   |
| 第13屆鳳凰城影評人協會獎     | 最佳產品設計           | 勞倫·E·波利齊 麥可·科倫布利斯         | 提名   |
| 第13屆鳳凰城影評人協會獎     | 最佳服裝設計           | 丹尼爾·奧蘭迪                         | 提名   |
| 第13屆鳳凰城影評人協會獎     | 最佳青年女主角         | 安妮·羅絲·巴克利                      | 提名   |
| 第18屆聖地牙哥影評人協會獎   | 最佳女主角             | 艾瑪·湯普遜                           | 提名   |
| 第18屆聖地牙哥影評人協會獎   | 最佳產品設計           | 麥可·科倫布利斯                       | 提名   |
| 第18屆衛星獎                 | 最佳電影女主角         | 艾瑪·湯普遜                           | 提名   |
| 第18屆衛星獎                 | 最佳電影               | 《》                                  | 提名   |
| 第18屆衛星獎                 | 最佳男配角             | 湯姆·漢克斯                           | 提名   |
| 第18屆衛星獎                 | 最佳原創劇本           | 凱利·馬西爾 蘇·史密斯                 | 提名   |
| 第18屆衛星獎                 | 最佳藝術指導與產品設計 | 勞倫·E·波利齊 麥可·科倫布利斯         | 提名   |
| 第18屆衛星獎                 | 最佳服裝設計           | 丹尼爾·奧蘭迪                         | 提名   |
| 第10屆聖路易斯影評人協會獎   | 最佳女主角             | 艾瑪·湯普遜                           | 提名   |
| 第10屆聖路易斯影評人協會獎   | 最佳劇本               | 凱利·馬西爾 蘇·史密斯                 | 提名   |
| 第10屆聖路易斯影評人協會獎   | 最佳電影配樂           | 湯瑪斯·紐曼                           | 提名   |
| 第12屆華盛頓特區影評人協會獎 | 最佳女主角             | 艾瑪·湯普遜                           | 提名   |
| 第12屆華盛頓特區影評人協會獎 | 最佳配樂               | 湯瑪斯·紐曼                           | 提名   |

## 外部連結
- BBC在線上《 （页面存档备份，存于）》的資料（英文）
- 開眼電影網上《大夢想家》的資料（繁體中文）
- 豆瓣电影上《大梦想家》的資料 （简体中文）
- 时光网上《大梦想家》的資料（简体中文）
- AllMovie上的资料（英文）
- 爛番茄上的資料（英文）
- Box Office Mojo上的資料（英文）
- TCM电影资料库上的资料（英文）
- Metacritic上的資料（英文）
- 互联网电影数据库（IMDb）上的资料（英文）